# Aasmund Olavsson Vinje
Aasmund Olavsson Vinje, född 6 april 1818 i Vinje i Telemark, död 30 juli 1870 på Hadeland, var en norsk författare, journalist och sångtextförfattare.

## Biografi
Vinje var en av de första att aktivt använda det norska "landsmålet" som Ivar Aasen hade utvecklat, och den förste som använde nynorskt skriftspråk genomgående också i prosa. Han var en föregångsman inom norsk journalistik. Han skrev flera dikter som blivit allmängods.
Vinje grundade 1858 tidskriften Dölen, där han på landsmål publicerade dikter, noveller och artiklar. Han var en sanningssägare av Heinrich Heines typ, spydig inte minst mot norsk nationalromantik: Ferdaminni fraa sumaren 1860. Sin lyrik gav han ut även i Digtsamling (1863) och Storgut (1866).